# Dikstra Buttresses
Die Dikstra Buttresses sind eine rund 1500 m hohe Gebirgsgruppe im Norden der Alexander-I.-Insel. Sie ragt auf der Westseite der Douglas Range auf.
Der British Antarctic Survey (BAS) nahm zwischen 1975 und 1976 Vermessungen vor. Das UK Antarctic Place-Names Committee benannte die Gruppe 1980 nach Barry James Dikstra (* 1950), Geologe des BAS auf der Adelaide- bzw. Rothera-Station von 1974 bis 1977.